# Божествена комедия
„Божествена комедия“ или само „Комедия“ (на италиански: Commedia, по-късно Divina Commedia) е италианска алегорично-поучителна поема от Данте Алигиери, написана в терцини с верижна рима от 11 срички (впоследствие наречени „терцини на Данте“) на флорентински простонароден език.
Създадена според критиците между 1304/07 и 1321 г., годините на изгнанието на автора в Луниджана и Романя, тя е шедьовърът на Данте и е универсално смятана за най-известното произведение в италианската литература, за едно от най-великите произведения в световната литература, както и за едно от най-важните свидетелства на средновековната цивилизация. 
Първоначално произведението е озаглавено от самия автор „Комедия“, както е и в първото печатно издание от 1472 г. Прилагателното „божествена“ е добавено от Джовани Бокачо в Trattatello in laude di Dante, написано между 1357 и 1362 г. и отпечатано през 1477 г. Първото издание, което назовава произведението на Данте „Божествена комедия“ в заглавието, е това на венецианския хуманист Лудовико Долче, публикувано през 1555 г. от Габриеле Джолито де Ферари.
Поемата е разделена на три части, наречени „кàнтики“ (на итал. cantiche): Ад, Чистилище и Рай. Всяка част се състои от 33 песни (на итал. canti) с изключение на „Ад“, съдържаща и уводна песен. Песните се състоят от променлив брой стихове, между 115 и 160, структурирани в терцини. 
Поетът разказва за въображаемото си пътуване или по-скоро за „пътуването на ума към Бога“ през трите сфери на Отвъдното (Ада, Чистилището и Рая), които ще го отведат до видението за Троицата, докато алегорично поемата представя пътуването на душата към Бога. Неговото въображаемо и алегорично представяне на християнския задгробен живот е кулминация на средновековния мироглед, развит в Католическата църква. Данте се опира на средновековната християнска теология и философия, особено томистичната философия, извлечена от „Сума на теологията“ на Тома Аквински. В творбата на Данте водачът му Вергилий е представен като човешки разум, а водачката му Беатриче – като божествено познание.
Творбата веднага пожънва изключителен успех и допринася значително за процеса на консолидиране на тосканския диалект като италиански език. Текстът, от който няма оригинал, е преписван в голям брой ръкописи от първите години на неговото разпространение и до появата на печатарството. В същото време се разпространява практиката на глоса и коментиране на текста (преброени са около 60 коментара и между 100 и 200 хил. страници), давайки живот на традицията на четенията и изследванията на Данте, която никога не е била прекъсвана: така се заговорва за „светски коментар". Обширността на ръкописните свидетелства за Комедията довежда до обективната трудност при дефинирането на текста: през втората половина на 20 век в Италия е съставено справочното издание от Джорджо Петроки за Италианското общество на Данте. Две различни критични издания са редактирани от Антонио Ланца (1995 г.) и Федерико Сангуинети (2001 г.). Започвайки от 2018 г., едно ново критично издание, базирано на Лаврентийския код Pluteo XL 12, определен като „най-старият код за сигурна флорентинска идентичност“, е редактирано от Федерико Сангуинети и Елоизия Мандола.
„Комедията“, въпреки че продължава много от характерните начини на средновековната литература и стил (религиозно вдъхновение, дидактична и морална цел, език и стил, основани на визуалното и непосредствено възприемане на нещата), е дълбоко новаторска, тъй като тя, както е отбелязано по-специално в проучванията на Ерих Ауербах, клони към широко и драматично представяне на реалността, изразено и с използването на неологизми, създадени от Данте, като напр. "insusarsi" (издигам се), "inluiarsi" (прониквам) и "inleiarsi" (прониквам духовно).

## Заглавие
Вероятно оригиналното заглавие на произведението е Commedia или Comedìa, от гръцкото κωμῳδία (kōmōdía, съставено от κώμη, село, и ᾠδή, песен; буквално „песен на селото“). Така самият Данте нарича творбата си („Ад“ XVI, 128; XXI, 2). В Epistola XIII (чието авторство на Данте не е напълно сигурно), адресирано до Кангранде I дела Скала, Данте повтаря заглавието на произведението на латински език: Incipit Comedia Dantis Alagherii, Florentini natione, non moribus („Започва Комедията на Данте Алигиери, флорентинец по рождение, не по нрави“).
В него се посочват две причини, за да се обясни даденото заглавие: литературна и стилистична. Според първата с името „Комедия“ е обичайно да се определя литературен жанр, който от трудно начало за главния герой завършва с щастлив край. Всъщност въпреки че стилът е възвишен, той се занимава и с по-нисши теми, типични за скромния стил, според християнската гледна точка за приветстване и на най-нисшите аспекти на реалността, за да достигне до сърцето на цялото човечество. В поемата се срещат и двата аспекта: от „лес тъмен“ – алегория на изгубването на поета се преминава към окончателното изкупление, към видението за Бога в Рая; и второ, стиховете са написани на простонароден език, а не на латински, който, въпреки съществуването на богата литературна традиция на италиански език, продължава да се счита за език на културата.
Прилагателното „божествена“, отнасящо се до „Комедията“ поради темите, засягащи божественото, е използвано за първи път от Джовани Бокачо в Trattatello in laude di Dante, написано около 40 години след периода, в който е завършена поемата на Данте. Терминът „Божествена комедия“ обаче става често срещан едва от средата на 16 век нататък, тъй като Лудовико Долче в своето издание от 1555 г., отпечатано във Венеция от Габриеле Джолито де' Ферари, приема в заглавието прилагателното, дадено му от Бокачо.
Името „Комедия“ (под формата „Комедѝя“) се появява едва два пъти в поемата, докато в „Рай“ Данте я определя като „свещена поема“. Данте не отрича заглавието „Комедия“ също и защото, предвид дължината на произведението, частите и отделните песни са публикувани малко по малко и авторът няма възможност да преразгледа вече публикуваното. Терминът „Комедия“ вероятно се струва ограничен на Данте, когато пише „Рай“, в който стилът и синтаксисът се променят дълбоко в сравнение с песните, съставляващи „Ад“; всъщност в последната част съществителното „Комедия“ е заменено от „Свещена поема“. Дискурсът за корекциите, които Данте прави в своето произведение, противоречащи на самия него и на неговите източници, е много по-обширен.
В последните италиански издания, като се започне от това на Петроки (1966-67) до тези на Ланца (1995), Сангуинети (2001) и Инглезе (2016), е налице изоставяне на прилагателното „божествена“ в заглавието след 4-вековна издателска традиция.

## Структура и сюжет
„Божествена комедия“ е съставена от 14 233 стиха, които са разделени на три части, Inferno (Ад), Purgatorio (Чистилище) и Paradiso (Рай), всяка от които има съответно 34, 33 и 33 песни.
Първа част, „Ад“, е несъмнено най-популярната и често е публикувана под заглавието „Адът на Данте“. Първа песен служи като въведение към цялата „Божествена комедия“ и така всяка част става с дължина от точно 33 песни. Числото 3 е важно, символизирано от дължината на всяка част. Също така три е и святото число на Троицата. Начинът на създаване на римата в произведението е, според много критици, за да се подскаже, че за да продължи напред, човек трябва да се върне назад. Това, че сборът на песните е точно 100, също не е случайно. Трябва да се отбележи, че и трите песни завършват с думата stelle („звезди"): „Ад“: „Излязохме тогава в ширните простори и пак видяхме светлите звезди"; „Чистилище“: „Чист и готов да се изкачи до звездите“ и „Рай“: „Любовта, която движи слънцето и другите звезди“).
Поетът разказва в първо лице пътешествието си през трите дяла в царството на мъртвите, продължаващо през Страстната седмица през пролетта на 1300 г. Неговият водач през Ада и Чистилището е латинският поет Вергилий, автор на „Енеида“, а през Рая е Беатриче, дантевата представа за идеалната жена. Беатриче е истинска флорентинка, с която той се запознава в детството си и на която се възхищава отдалеч.

### Ад
Внимание:  Текстът по-долу разкрива сюжета на произведението (или части от него)!

„Ад“, първата от трите части, започва с уводна песен, която служи като предговор към цялото произведение. В нея поетът разказва в първо лице за своята духовна загуба и за срещата си с древноримския поет Вергилий, който впоследствие го повежда на пътуване в  Отвъдното. Поемата започва на Разпети петък, 1300 г. Данте, 35-годишен, на половината на библейски разрешените 70 години (Псалм 90:10), „На попрището жизнено в средата“ (Nel mezzo del cammino di nostra vita) описва себе си в „лес тъмен“ – алегория на греха, където пристига, изгубил „правий път“, т.е. пътя на добродетелта. Стигайки до края на долината (долината, както и тъмният лес са алегории на бездната на моралната и интелектуална гибел), поетът съзира хълм, осветен от слънцето.
Данте описва душевното си състояние със сравнение: то е като това на човек, спасен от вълните, достигнал брега и обърнал се назад, за да разгледа внимателно опасните води, от които току-що е избягал, така че душата на поета се обръща към прохода, който не може да бъде преодолян от жив човек. След почивка и след като върви по пустия плаж към хълма, докато се готви да посрещне изкачването, пред Данте последователно се появяват лонца (на бълг. преведено с „пантера“) с петниста козина, лъв и вълчица. Трите звяра символизират съответно похотта, гордостта и алчността. Пантерата препречва пътя му, пречи му да продължи и почти го принуждава да се върне назад. Лъвът върви към него горд, гладен и ревящ, а вълчицата се придвижва към него, избутвайки го назад към бездната, от която Данте се опитва да се измъкне. Той не може нито да им избяга, нито да намери „правий път“ (diritta via) към спасението (символизирано от слънцето зад планината). Съзнавайки, че пропада в „темни глъбини“ (basso loco), където слънцето е безмълвно ( 'l sole tace), той вижда човек, „кой отдавна свършил е на земята своите дни“. Данте го моли за помощ: „Ти кой и да си, призрак или жив човек, смили се! Дай ми помощ беззабавна“, макар че не може да различи дали това, което вижда, е именно човек или сянка. Душата на поета Вергилий му отговаря и му се представя, заявявайки, че произхожда от Мантуа, споменава времето, в което е живял и творбите си, така че Данте го разпознава. Озовавайки се пред такъв персонаж, Данте, с нотка на срам, обявява себе си за негов ученик и произведението си за дете на делото на Вергилий, и го моли за помощ, за да избяга от вълчицата. Важно е да се подчертае, че отношението на Данте към Вергилий не е просто отношение на уважение, а на истинска възхита: Данте изследва и познава делото на Вергилий отвътре, а самата „Божествена комедия“ е вдъхновена от него и черпи директно от него. Вергилий се скарва на Данте за пътя, който е поел, който не е правият, спира се на смъртоносната и зла природа на звяра, който блокира пътя му, и споменава пророчество на Сибила за хрътката (veltro), която ще прогони вълчицата обратно в Ада, от където идва. Пророчество намира потвърждение в други допълващи се пророчества много по-късно в творбата, изложени от Беатриче („Чистилище“, XXXIII 34-45) и Свети Петър („Рай“, XXVII 55-63); за хрътката, несъмнена фигура на провидението, са изложени безброй теории, които предлагат тя да се идентифицира с определена историческа личност (Христос, Кангранде, самия Данте и т.н. ).
Накрая Вергилий казва на изгубения поет, че за негово добро Данте ще трябва да го последва и Вергилий ще го води първо в Ада, после в Чистилището, но не в Рая. Тъй като е душа от Лимбо-то, на Вергилий не е позволено да се изкачи до райските висини, а една по-чиста душа ще отведе Данте в последната част от пътуването: това е Беатриче, заменена от свети Бернар в края на пътуването. Данте, в името на Бога и за да се спаси от окаяното морално и интелектуално състояние, в което се намира, моли Вергилий да го отведе до неземните места, които току-що е описал. Последният стих не се нуждае от коментар, той е много ясен и отваря вратите на цялата творба: „Тогаз тръгна, упътих се и ази“.
Истинското пътуване през Ада започва в Песен III (в предишната Данте изразява съмненията и страховете си пред Вергилий относно пътуването, което им предстои, а действието се развива на Земята близо до гората). Данте и Вергилий се намират под град Йерусалим, пред голямата врата, върху която са отпечатани известните стихове, които започват тази песен. Последният от тези стихове: „О вий, кои престъпяте тоз праг, надежда всяка тука оставете“, вдъхва нови съмнения и нов страх у Данте, но неговият учител и водач му се усмихва и го хваща за ръка, защото сега трябва да продължат. В това вечно и лишено от светлина място, Преддверието, се намират за вечни времена апатичните, т.е. тези които в живота не са искали да заемат позиции и сега се смятат за недостойни както за награда (Рая), така и за наказание (Ада), защото Раят би бил опетнен от присъствието им, а в Ада те биха били повод за евентуална гордост. Тяхното наказание се състои в това да тичат голи зад знаме без герб и да бъдат постоянно жилени от оси и мухи. Малко по-нататък, на брега на Ахерон (първата адска река), душите, които трябва да стигнат до другия бряг, са в очакване Харон, първият адски пазител, да ги бутне в лодката си и да ги преведе оттам.
Адът на Данте е представен като поредица от номерирани пръстени, все по-тесни, които следват един след друг в последователност и образуват обърнат пресечен конус; най-тесният край е в центъра на Земята и е изцяло зает от Луцифер, който, движейки огромните си крила, произвежда леден вятър: ледът е най-голямото наказание. В този ад всеки грях съответства на кръг и всеки следващ кръг е по-дълбок от предишния и по-близо до Луцифер; колкото по-сериозен е грехът, толкова по-голям е номерът на кръга.
Отвъд река Ахерон е първият кръг, Лимбо. Тук са душите на праведните, които не са получили светото кръщение и които обаче са живели добродетелно. На отделно място, доминирано от „благороден замък“ са древните „велики духове“, извършили велики дела в полза на човечеството (самият Вергилий е сред тях). Отвъд Лимбо Данте и неговият учител влизат в Ада. На входа му стои Минос, вторият адски пазител, който, справедлив съдия, какъвто е, посочва в кой адски кръг всяка душа ще трябва да излежи присъдата си, увивайки опашката си толкова пъти, колкото душата трябва да слезе. След Минос двамата се озовават във втория кръг, където са наказани похотливите: сред тях са душите на Семирамида, Клеопатра, Елена от Троя и Ахил. Известни са стиховете на петата песен за Паоло и Франческа, които разказват за тяхната история и любовна страст. Похотливите, пометени от вятъра, са последвани в третия кръг от чревоугодниците. Те са потопени във воняща кал под непрестанен дъжд и са хапани и драскани от Цербер, третият адски пазител. След тях, в четвъртия кръг, управляван от Плутон, са алчните и прахосниците, разделени на две групи, предназначени да се сблъскват вовеки, докато търкалят каменни камъни по обиколката на кръга.
След това Данте и Вергилий достигат до петия кръг, пред Стикс (втората адска река), в чиито кални води са наказани гневливите и ленивите. Тук главните герои спорят с Филипо Ардженти и са прехвърлени на отсрещния бряг с лодката на Флегий, петият пазител на Ада. На другия бряг се намира град Дис, където са наказани грешниците, осъзнали греха си. Пред затворената врата на града двамата са блокирани от демоните и Ериниите; влизат само благодарение на намесата на архангел Михаил и виждат как са наказвани епикурейците и еретиците като цяло: те се намират в големи огнени саркофази. Сред еретиците срещат гибелина Фарината Уберти – един от най-известните герои на Дантевия Ад. С него е и Кавалканте Кавалканти – баща на Гуидо, приятел на Данте.
Отвъд града поетът и неговият водач се спускат към седмия кръг по стръмна клисура, в края на която е третата адска река, Флегетон – река от кипяща кръв, управлявана от кентаврите. Тази река съставлява първия от трите отдела, на които е разделен 7-и кръг. Там се наказват насилниците над ближния; сред тях Минотавърът, убит от Тезей с помощта на Ариадна. Отвъд реката, на другия бряг, е вторият отдел (до който Данте и Вергилий достигат благодарение на помощта на кентавъра Нес). Тук са самоубийците, превърнати в сухи храсти, ранявани и обезобразявани завинаги от Харпиите (сред тях е Пиер дела Виня), както и онези, които от отчаяние са търсили смърт, преследвани и разкъсвани от кучки. Последният отдел, третият, е огнена земя и в нея са насилниците срещу Бога в Словото, в природата и в изкуството, тоест богохулниците (Капаней), содомитите (включително Брунето Латини, учителят на Данте, когато поетът е бил млад) и лихварите. На този последен кръг Данте посвещава много стихове от 14-та до 17-а песен вкл.
В края на седмия кръг Данте и Вергилий се спускат по стръмен склон на гърба на Герион - адското чудовище с човешко лице, крака на лъв, тяло на змия и опашка на скорпион. Така те достигат до 8-ия кръг, наречен „Проклетите ями“, където са наказани предателите на доверилите се. Осмият кръг е разделен на десет ями, всяка с формата на кръг. Кръговете са концентрични, издълбани в скалата и наклонени надолу, а в основата им се отваря Кладенецът на великаните. В ямите са наказани сводниците и прелъстителите, ласкателите, симониаците, гадателите, търгашите, лицемерите, крадците, измамните съветници - включително Одисей и Диомед, сеячите на раздор (Мохамед) и фалшификаторите. 
Накрая двамата влизат в деветия и последен кръг, където са наказани предателите на доверилите им се. Този кръг е разделен на четири отдела, покрити от замръзналите води на Коцит. В първия, наречен Каина (от името на Каин, убиец на брат му Авел), се наказват предателите на роднините; във втория, Антенора (по името на Антенор – троянецът, предал Паладиум на гръцките врагове), са грешниците като него, предателите на родината; в третия, Птолемея (по името на цар Птолемей XIII, който по времето на Цезар убива своя домакин Помпей), са предателите на гостите; накрая в четвъртия, Юдека (по името на Юда Искариотски, който предава Исус), са предателите на благодетелите. В Антенора Данте среща граф Уголино дела Герардеска, който разказва за своята изолация в Кула „Муда“ с децата си и за гладната им смърт, пожелана от архиепископ Руджери. Уголино се появява в Ада едновременно като прокълнат и като отмъстителен демон, който гризе главата на своя мъчител цяла вечност. В последния отдел са тримата велики предатели: Касий, Брут (който заговорничи срещу Цезар) и Юда Искариотски; тяхното наказание се състои в това да бъдат обезобразени от трите усти на Луцифер, чийто дом е тук. Юда се намира в централната уста като признак за по-голямата тежест на предателството му.
Спускайки се по косматото тяло на Луцифер, Данте и Вергилий стигат до пещера и слизат по стълбите. Данте е изумен: той вече не вижда гърба на Луцифер и Вергилий му обяснява, че сега са в Южното полукълбо. След това пресичат канала, който ги отвежда до плажа на Чистилището, в основата на който излизат малко след това, за да видят звездите.

### Чистилище
Внимание:  Текстът по-долу разкрива сюжета на произведението (или части от него)!
След като напускат Ада чрез канала (наречен natural burella), Данте и Вергилий се озовават в Южното полукълбо на Земята (за което се смята, че е изцяло покрито с вода). Там сред морето се издига Планината на Чистилището, създадена от земя, останала от разкопаването на бездните на Ада, когато Луцифер е изхвърлен от Рая след бунта срещу Бог. След като напускат канала, двамата пристигат на плажа, където срещат Катон Млади, който е пазител на Чистилището. Трябва да започнат изкачването на стръмната планина, която обаче се оказва невъзможна за изкачване (толкова е стръмна) и Данте пита няколко души кой е най-близкият проход. Това е първата група от нехайни: отлъчените мъртъвци, които живеят в Предчистилището. Сред тях Данте среща Манфред Сицилиански. Заедно със закъснелите за покаяние от бездействие, с умрелите от насилие и с неханите князе те очакват да дойде мигът на пречистването, за да им позволят да влязат в истинското Чистилище. На входа на долината, където се намират нехайните князе, Данте, по препоръка на Вергилий, пита за посоката душа, която се оказва нещо като пазител на долината – това е съгражданинът на Виргилий, трубадурът Сордело, който е водач на двамата до дверите на Чистилището.
Стигнали до края на Предчистилището, след като преминават разцъфтяла долина, Данте и Вергилий прекрачват дверите на Чистилището. Те се пазят от ангел, държащ пламтящ меч в ръка. Мечът сякаш има собствен живот и е предшестван от три стъпала, първото от бял мрамор, второто от тъмен камък и третото от червен порфир. Ангелът, седнал на диамантения праг и поставил краката си на червеното стъпало, гравира седем "P" (латински) на челото на Данте, след което отваря вратата за тях с два ключа (един сребърен и един златен), които е получил от Свети Петър; тогава двамата поети влизат във второто царство.
Чистилището е разделено на седем „тераси“, където душите плащат своята склонност към грях, за да се пречистят, преди да влязат в Рая. За разлика от Ада, където греховете се утежняват колкото по-голямо е числото на кръга, тук в подножието на планината, в първата тераса, са опетнените с най-тежки грехове, а на върха, близо до Земния рай, греховете са по-леки. Душите не се наказват вечно и за един-единствен грях, както е в Ада, а излежават наказание, равно на греховете, извършени през живота им.
На първата тераса Данте и Вергилий срещат горделивите, на втората – завистливите, на третата – гневливите, на четвъртата – бездействените, а на петата – алчните и блудните. В тази обстановка душата на римския поет Стаций се присъединява към двамата пътници след земетресение и след изпяването на Gloria in excelsis Deo (Данте смята Стаций за обърнал се към християнството). Стаций е опетнил живота си с прекомерна разточителност. Точно в този момент той, който след 500 години изкупление изпитва желание да се издигне до Рая, предлага да придружи Данте и Вергилий до върха на планината, през шестата рамка, където лакомите, които изглеждат много слаби, изкупват греховете си, и през седмата рамка, където похотливите са обхванати от пламъци. Данте вярва, че Стаций се е обърнал към вярата благодарение на Вергилий и неговите произведения: всъщност благодарение на „Енеида“ и „Буколики“ римският поет е разбрал важността на християнската вяра и грешката на порока на разточителството; като носещ лампа, Вергилий хвърля светлина върху Стаций, докато остава в сянка; метафорично Вергилий е неосъзнат пророк: той довежда Стаций до вярата, но Стаций, след като успява само да я зърне, не успява да се спаси и е принуден да остане за вечността в Лимбо. 
След като се изкачват до седмата тераса, тримата трябва да преминат през огнена стена, отвъд която тръгва стълба, която дава достъп до Земния рай. Тук се говори за страха на Данте и за това как Вергилий го утешава. След като пристигат на мястото, където Адам и Ева живеят за кратко време преди грехопадението, Вергилий и Данте трябва да се сбогуват, тъй като Вергилий не е достоен да отведе тосканеца чак до Рая и тази роля се пада на Беатриче. Тогава Данте се сблъсква с Мателда – олицетворение на съвършеното щастие, предшестващо първородния грях. Тя му показва двете реки: Лета, която ни кара да забравим греховете, и Евноя, която връща спомена за извършеното добро, и предлага да го отведе до срещата с Беатриче. Беатриче грубо упреква Данте и след това предлага да му се покаже без воал: Данте по време на упреците се опитва да види стария си учител Виргилий, който вече не е там. След като пие първо от водите на Лета и след това от тези на Евноя, Данте следва Беатриче към третото и последно царство: това на Рая.

### Рай
Внимание:  Текстът по-долу разкрива сюжета на произведението (или части от него)!
Освободен от всички грехове, Данте вече може да се изкачи в Рая и заедно с Беатриче влиза в него, летейки с много висока скорост. Той усеща цялата трудност да разкаже тази своя трансхуманност, тоест надхвърлянето на собствените си земни условия, но се доверява на помощта на Светия Дух („добрия Аполон“) и на факта, че неговите описателни усилия ще бъдат продължени от други хора във времето.
Раят се състои от девет концентрични небеса, в центъра на които е Земята. Във всяко от тези небеса, където се намира различна планета, са блажените, най-близките до Бога според тяхната степен на блаженство. Всъщност Данте по-късно разбира, че душите на Рая се намират всичките в Емпиреума (огромната сфера, която обхваща всички други небеса и е седалището на Бога), за да съзерцават Бога. Те идват да го посрещнат в различните небеса според степента им на блаженство, заради любовта, която хранят към него и за да му обяснят различните свети тайнства. Освен това никоя душа не желае по-добро състояние от това, което вече има, тъй като милосърдието не позволява да се желае нищо друго освен това, което се притежава, и душите не могат да направят нищо, освен да желаят това, което Бог желае („в Неговата воля е нашият мир“ казва Пикарда); Бог, в момента на раждането ѝ, дава на всяка душа определено количество благодат според непознати критерии и пропорционално на това те се радват на различни нива на блаженство. 
Преди да стигнат до първото небе, Данте и Беатриче пресичат Огнената сфера. В първото небе, това на Луната, са тези, които не са спазили обетите (Ангели); във второто, небето на Меркурий, пребивават онези, които са направили добро на Земята, за да получат слава и прослава, без да се обръщат към божественото добро (Архангели); в третото небе, това на Венера, са душите на любящите духове (Княжества); в четвъртото, небето на Слънцето, са мъдрите духове (Власти); в петото, небето на Марс, са войнствените духове на борците за вярата (Добродетели); и в шестото, небето на Юпитер, са праведните управляващи духове (Господарства).
Веднъж на седмото небе, това на Сатурн, където живеят „съзерцателните духове“ (Тронове), Беатриче вече не се усмихва, както досега; нейната усмивка оттук нататък, поради близостта ѝ до Бога, би била непоносима за Данте, толкова ярка би била. Оттук Беатриче издига Данте до небето на неподвижните звезди, където блажените вече не са разделени, но в което се намират тържествуващите души, пеещи възхвала на Христос и Дева Мария, които може да види Данте. Освен това от това небе поетът наблюдава света под себе си – седемте планети, техните движения и Земята, малка и нещастна в сравнение с величието на Бога (Херувими). Преди да продължи, Данте трябва да се подложи на нещо като „изпит“ по Вяра, Надежда и Милосърдие от трима изпитващи: Свети Петър, Свети Яков и Свети Йоан. 
След това, след един последен поглед към планетата, Данте и Беатриче се издигат до деветото небе – Първо движещо се небе или Кристално небе, най-външното небе, произходът на движението и универсалното време (Серафими). На това място, поглеждайки нагоре, Данте вижда една много ярка точка, заобиколена от девет огнени кръга, които се въртят около нея; точката, обяснява Беатриче, е Бог и около него са деветте ангелски рангове, разделени по количеството добродетел. След последното небе двамата влизат в Емпиреума (огромната сфера, която обхваща всички други небеса и е седалището на Бог), където се намира Розата на блажените (Candida Rosa, т.е. Белоснежната роза) – структура във формата на амфитеатър, на чието най-горно стъпало стои Дева Мария. Тук, сред огромното множество от блажени, живеят най-великите светци и най-важните фигури от Светото писание като Св. Августин, Св. Бенедикт, Св. Франциск, а също и Ева, Рахил, Сарра и Ребека.
Оттук Данте най-накрая наблюдава Божията светлина благодарение на застъпничеството на Дева Мария. Тя е помолена за помощ от Свети Бернар – водачът на Данте през последната част от пътуването, за да може Данте да види Бога и да понесе гледката на божественото, прониквайки в нея с поглед чак до съединяването си с Бога, и по този начин виждайки съвършеното обединение на всичките реалности, обяснението на всичко в неговото величие. В най-централната точка на тази голяма светлина Данте вижда три кръга – трите лица на Троицата, вторият от които има човешки образ, знак на човешката и същевременно божествена природа  на Христос. Когато Данте се опитва да проникне още повече в тази мистерия, му липсва интелект, но в excessus mentis (т.е. в екстаз, при който умът излиза от себе си и достига до овластяване на себе си) душата му е обхваната от просветление и е успокоена, реализирана от хармонията, която му дава визията за Бога, за „любовта, която движи слънцето и другите звезди“.

## Структура

### Основни положения
„Божествена комедия“ е съставена от три части, които включват общо сто песни: първата част („Ад“) има 34 песни (33 от тях имат за тема ада, докато една от тях – първата е предговор към цялото произведение), а другите две части, „Чистилище“ и „Рай“, са с по 33 песни. Първата песен на „Ад“ се счита за пролог към цялото произведение: по този начин има начална песен плюс 33 песни за всяка част. Творбата се основава на християнската символика на числото 3 (Отец, Син и Свети Дух: Троицата) и неговите кратни: 1 (един Бог) и 100 (тоталността на Бога).
Всички песни са написани във верижни терцини от 11-срични стихове. Дължината на всяка песен варира от минимум 115 стиха до максимум 160; цялото произведение има общо 14 233 стиха. Следователно „Божествената комедия“ превъзхожда по дължина вергилиевата „Енеида“ (9896 хекзаметъра), омировата „Одисея“ (12 100 хекзаметъра), но е по-кратка от омировата „Илиада“ (15 683 хекзаметъра). 
Творбата е и драматизация на средновековното християнско богословие, обогатена с необикновено въображаемо творчество. Структурата има сред своите модели арабския разказ за miʿrāj – възнесението на небето на пророка Мохамед, чийто латински превод, известен в Европа като Liber Scalae Machometi, е направен през 1264 г. от Бонавентура да Сиена – учен, с когото си сътрудничи за известно време време Брунето Латини, един от учителите на Данте.

### Космологична структура
Текстовата структура на произведението напълно съвпада с космологичната репрезентация на средновековното въображение. Пътуването до Ада и до планината на Чистилището представлява всъщност пресичането на цялата планета, замислена като сфера, от нейните дълбини до най-високите региони, докато Раят е символично-визуално представяне на Птолемеевия космос.
В епохата на Данте Адът е представян като конусовидна кухина вътре в Земята, тогава смятана за разделена на две полукълба, едното земно, а другото водно. Според тази идея Адската пещера се ражда от оттеглянето на земите, ужасени от контакта с прокълнатото тяло на Луцифер и неговите войнства, паднали от небето след бунта срещу Бога. Адската бездна има вход точно под Йерусалим, разположен в центъра на полукълбото, заето от появилите се земи, тоест от Евразия. Противоположно на Йерусалим, т.е. в центъра на водното полукълбо, стои планинският остров на Чистилището, съставен от земите, излезли от сърцето на света по време на бунта на ангелите. На върха на Чистилището Данте поставя Земния рай от библейския разказ – земното място, което е най-близо до небето. Както може да се види, Данте взема идеята за сферичната Земя от концепцията на Птолемей, но наслагва над нея една по същество предптолемеева вселена, лишена от сферична симетрия. На сферичността на Земята не съответства обща симетрия в разпределението на появилите се земи и на човешкото присъствие; посоките, минаващи през центъра на Земята, не са еквивалентни: тази, минаваща през Йерусалим и през планината на Чистилището, има привилегирована роля, което напомня за концепциите на Древна Гърция, например на тази на Анаксимандър.
Раят е структуриран според космологичното представяне, родено през Елинистическата епоха с писанията на Птолемей, и пренаредено от християнските теолози според нуждите на новата религия. В своя небесен възторг зад душата на Беатриче Данте следователно пресича деветте небеса на астрономическо-теологичния космос, над които се простира безкрайният Емпиреум, в който се намира Розата на блажените, поставена в пряк контакт с визията за Бога. Съответстващи на деветте небеса в Емпиреума са деветте ангелски чина, които с кръговото си движение около Божия образ предизвикват въртеливо движение на небето, към което всеки от тях отговаря - това е според Доктрината за чистото действие, извлечена от Метафизиката на Аристотел.
Космологичната структура на произведението е тясно свързана с доктриналната структура на поемата, така че местоположението на трите царства и редът на душите вътре в тях (т.е. на наказанията и на блаженствата) съответства на точни намерения от морален и богословски порядък.
Топографията на Ада включва следните места:
- Голямо преддверие или Предадие, където се наказват онези, които никой не иска, нито Бог, нито дяволът: апатичните (апатичните)
- Река Ахерон, която отделя Преддверието от самия Ад
- Първи кръг, състоящ се от Лимбо, потопен във вечен мрак
- Поредица от по-малко стръмни кръгове, в които страдат невъздържаните грешници
- Огненият град Дис, чиито стени обграждат последната пропаст
- Кръгът на насилиниците, в който тече кървавата река Флегетон
- Стръмната пропаст, която дава осмия кръг, наречен „Проклетите ями“: кръгът на измамниците
- Кладенецът на великаните
- Замръзналото езеро Коцит, където са потопени предателите

Топографията на Чистилището е структурирана по следния начин: Предчистилище, състоящо се от плаж, на който душите се превозват от ангел-кормчия, който ги отвежда в устието на река Тибър, и от разцъфнала долина; отразявайки Ада, в нея очакват пречистването си небрежните, тоест закъснелите да се покаят. Истинското Чистилище е стръмна планина, образувана от широки скали и скалисти тераси, на всяка от които е назначен ангел-пазител. На върха на планината се намира Земният рай, който има вид на буйна гора, населена с алегорични фигури.
Деветте небеса на Рая са седемте от Птолемеевата система: Луна, Меркурий, Венера, Слънце, Марс, Юпитер и Сатурн плюс Небето на неподвижните звезди и Първото движещо се небе (Деветото небе).

### Доктринална структура
Доктриналната структура съвпада с теолого-философската структура на дантевата поетика. Сложността на възприетите от поета схеми налага темата да се разглежда по конкретни точки за по-задълбочен анализ:
- Структура на Ада
- Структура на Чистилището
- Структура на Рая

### Хронология
Датите, в които според Данте се развива действието на „Божествена комедия“, са извлечени от указанията, дадени в различни пасажи на поемата.
Основната препратка е в песен XXI, стих. 112-114 на „Ад“: в този момент е седем сутринта на Страстна събота 9 април 1300 г. или, според други коментатори, 26 март 1300 г. Годината е потвърдена от песен II, стих. 98-99 на „Чистилище“, което се отнася до течащата Юбилейна година. Тръгвайки от тази фиксирана точка, въз основа на другите препратки, става ясно, че:
- Сутринта на 8 април (Разпети петък) или 25 март Данте напуска тъмната гора и започва да се изкачва по хълма, но е накаран да бяга от трите звяра и среща Вергилий.
- При залез слънце Данте и Вергилий започват пътуването си в Ада, което продължава около 24 часа[26] и след това завършва при залез слънце на 9 април или 26 март. Преминавайки през центъра на Земята обаче, двамата поети преминават в „часовата зона“ на Чистилището (12 часа разлика от Йерусалим[N 6] и 9 часа от Италия), така че е сутрин, когато те предприемат изкачването, което заема целия следващ ден.
- В зората на 10 април (Великден) или 27 март Данте и Вергилий започват посещението си на Чистилището, което продължава три дни и три нощи:[27] на разсъмване на четвъртия ден, 13 април или 30 март, Данте влиза в Земния рай и прекарва сутринта там, по време на която Беатриче се присъединява към него.
- По обяд Данте и Беатриче се качват на небето. Оттук нататък няма повече указания за времето, освен че прекарват около шест часа на Небето на неподвижните звезди („Рай“, песен XXVII, стих. 79-81). Взимайки предвид подобно време и за другите небеса, получаваме, че посещението на Рая продължава два или три дни. Следователно действието ще приключи на 15 април или 1 април.

Така че общото време за пътуване е изчислено на седем дни.

## Теми и съдържание

### Общи положения
- Личното като универсално (изкупление на човечеството).
- Автобиографичното: изкуплението на душата на поета след периода на объркване (тъмна гора).
- Политическото изкупление: човечеството с водачеството на разума (Вергилий) достига естественото щастие (Земен рай = справедливост и мир).
- Религиозното изкупление: с напътствията на теологията (Беатриче) и вярата (Свети Бернар) се достига до неземното щастие (Рай).

Поемата на Данте възприема следните мотиви: топосът на пътуването в Отвъдното, присъстващ в гръцко-латинската епическа поезия; топосът на пътуването-обучение присъства в дворцово-кавалерския роман; темата за края на света присъства във францисканството и в средновековните еретически движения. „Божествена комедия“ също така съдържа синтеза на поетиката на Данте, изразена чрез пророческата стойност на творбата, потвърдена от водачеството и присъствието на Беатриче, която стойност е извлечена от трансцендентната сила на Бога, водеща до морално обновление. Синтезът на поетиката на Данте се изразява и чрез една нова теория за любовта според перспективата за пътя към Бога, който води до морално и духовно обновление.

### Личното като универсално. Начини на представяне
В „Божествена комедия“ Данте се поставя в ролята на т. нар. „поет-пророк“ (на итал. poeta vate), универсализирайки собственото си пътуване като такова за пречистването за всички хора. Всъщност, четейки творбата, всеки човек проследява пътуването му, пречиствайки се и от седемте смъртни гряха.
Данте представя небето и земята, но земята намира едно ново представяне в поемата: едно дълбоко разбиране за човешката реалност. При Данте има нов и лишен от илюзии начин за възприемане на историята: историческият разказ обхваща хода на вековете с историята на Римската и християнската империя, флорентинските борби между белите и черните гвелфи, широкото перспективно разглеждане на историята на църквата и съвременната история на папството.
Наблюдението на природата е точно и хармонично, подчертано в нейната перспективна стойност, богато и решително. Географските и визуалните бележки следват една след друга.
Сравнението е инструментът, с който поетът изобразява реалното чрез преплитането на различни и реални означения. Природата на Данте извира винаги от лична препратка и не рядко е привлечена от драматичната орбита на представянето. Всичко в Данте има субективна стойност: поемата е не само историята на християнската душа, която се обръща към Бога, но и личната история на поета, неразривно преплетена със събитията, които той разказва. Данте винаги е актьор и съдник.
Поетът представя човека в неговата сложност и показва връзката му с Бога в светлината на еврейско-християнската традиция, присадена към класическата, гръцката и латинската традиции.
Религиозното и политическото пророчество се развива на терена от открито изразени лични преживявания и от точни стремежи. Данте наслагва пророчеството върху конкретните факти и не ги забравя, нито пък преследва смътни и непостижими мечти за обновление като средновековните пророци: неговият копнеж за религиозно, морално и политическо обновление има много конкретни цели, като преоткрит морал на Църквата, възстановяване на Империята, край на гражданските войни в градовете.
Алегорията и фигуралната концепция са основата на поемата и най-явният белег на нейната средновековност. Светът е представен разделен: от една страна е историческата и конкретна реалност, а от друга - надземният свят, това е смисълът на историческата реалност, пренесен на морално и на отвъдно ниво. Постоянното позоваване на надземния свят свидетелства за средновековното подчинение на всяка реалност на морална и религиозна цел. Такава подчиненост е твърда и преобладаваща, и в абсолютната стойност на алегорията, във верността към пътищата и към стила, наследен от предишната литература, е дантевата медиевистика.

### Политически идеи
Песен 6 на всяка от трите части на поемата е с политическо съдържание според визия, която се простира от Флоренция (Чако, „Ад“), до Италия (Сордело, „Чистилище“) и до империята (Юстиниан I, „Рай“). В „Ад“ има диалог между Данте и Чако, в който се осъжда моралният и граждански упадък на Флоренция (Песен VI, стих. 74-75). В „Чистилище“ самият Данте се занимава с политическия въпрос. Поетът, като автор, в едно отклонение осъжда съвременните нему императори на Свещената римска империя, защото те вече не се занимават с „градината на империята“ („Чистилище“, Песен VI, стих. 105), тоест с Италия („Чистилище“, стих. 88-89). Изборът на числото 6 не е случаен, защото 6 е кратно на 3, централното число в творбата. Трите текста съдържат пророчество (Песен VI, „Ад“), съжаление („Чистилище“, Песен VI) и разказ („Рай“, Песен VI). И в трите песни намерението на поета винаги е едно и също: да разкритикува политическите разделения, които подкопават солидността на Империята, създадена от единния и неделим Бог.
В „Рай“ темата е тази за легитимността на универсалната империя – институция, желана от Провидението, гарант за мир и справедливост. Тя е поверена на византийския император Юстиниан I, основно лице от древната история, този, който е реорганизирал римските закони (Corpus Iuris Civilis), което позволява предаването им в следващите епохи. И гвелфите, симпатизанти на френската монархия („жълтите лилии“, Песен VI, стих. 100), противопоставяйки се на империята, и гибелините, които експлоатират обществения знак за лични и частни интереси, грешат и възпрепятстват плановете на Провидението. Следователно политическата мисъл на поета се върти около институциите на папството и империята и техните функции – мотиви, които вече са разгледани в документалните му творби Convivio и в De Monarchia.

### Философски влияния
От философска гледна точка Аристотел е „учителят на тези, които знаят" („великият мъдрец“) („Ад“, Песен IV, стих. 131), чиято мисъл, възприета и интерпретирана в християнски ключ от Алберт Велики и Тома Аквински, е фундаментална във философията на Данте. По-голяма тежест върху доктриналната основа на „Комедията“ е възприета от неоплатонизма, преди всичко защото в него, благодарение на александрийските отци на Църквата (напр. Ориген, 3 век) и на самия Псевдо-Дионисий Ареопагит (V век) се обединяват християнските и платоническите концепции въз основа на един синкретичен критерий. В това отношение трябва да се отбележи, че подредбата и самата структура на „Ад“ и „Рай“ са повлияни по решаващ начин от неоплатоническите доктрини: Сатаната е поставен в най-отдалечената от Бога точка на Космоса и се характеризира с механична бруталност, типична за на съществата, които съставляват последното стъпало от скалата на съществата, в която преобладава материята.
Що се отнася до допълнителния критерий, възприет от фундаментални фигури като Св. Августин Блажени, който разглежда божественото влияние по отношение на излъчването на светлина, той се приема от Данте като велика система за свързване на третата част („Рай“), приветствайки предложенията, които идват от метафизиката на светлината, разработена по-специално от Школата на Шартър (XII век) и от английския богослов Роберто Гросатеста (13 век), както и от Св. Тома Аквински и Св. Бонавентура.
Що се отнася до реда на ангелските йерархии, Данте изоставя предложението на Григорий Велики (VI век), чиито доктрини използва при подреждането на пречистващите наказания, за да премине към небесната йерархия на Псевдо-Дионисий Ареопагит, потвърждавайки структурната значение на неоплатоническата култура на произведението.

### Пророчество
Повтаряща се тема в произведението е тази за пророчеството. То е широко разпространено по времето на поета, както през цялото Средновековие, и се характеризира с есхатологични очаквания. Освен това през 1300 г. папа Бонифаций VIII обявява първия юбилей, знак за желание за духовно обновление. През 12 век, в климат на духовно обновление, пророчеството се развива в две основни посоки: едната, свързана с директния контакт с Бога, която може да бъде проследена назад до бенедиктинската монахиня Хилдегард фон Бинген и нейните видения; другата, която има най-големия си представител в свети Бернар от Клерво, имайки за своя основа изследването на сложната реалност на времето с цел да се направят подобрения, продиктувани от милосърдието. За подхранване на този климат на надежди и очаквания допринася „Коментарът върху Откровението“ на францисканеца Пиетро ди Джовани Оливи (Пиер Олие, 1248-1298), с чиито идеи Данте се запознава, докато посещава школата на францисканския манастир „Санта Кроче“ във Флоренция, където се среща и с един от най-ревностните си ученици, Убертино да Казале (ок. 1259 - 1330). Именно през 1300 г. Данте поставя пътуването си в Отвъдното, неслучайно структурирано под формата на видение, чрез което той изобличава злините на света и на Църквата пред хората и в същото време посочва коригиращите мерки, показвайки на всички хора кой е правилният път за обновяване на духа.
Пророчеството на „Божествена комедия“, както и позоваването на Библията като цяло, има корени в йоакимизма (влиянието на Йоаким от Фиоре), с който споделя визията за дълбок упадък на ценностите и за покварата на Църквата, идентифицирана с проститутката в „Откровението на Йоан“ („Чистилище“, песен XXXII, стих. 160), и необходимостта да се борим с тях с надеждата за обновление. Гаранция за тази надежда са тежестта на болката, понесена от онези, които са останали верни на Христос и обещанието на самия Христос да не ги изоставя, както и увереността, основана на „Откровение на Йоан“, за окончателното поражение на нечестивите. Всъщност Данте вярва, че краят на времето не е далеч („Рай“, песен XXX, стих. 130 - 132). Подобно на Йоаким от Фиоре и на духовната линия на францисканизма и Данте в своето пророческо послание предвижда „идеала за една бедна Църква, придържаща се към евангелските принципи, които след Христос бяха подкрепени само от Свети Франциск, считан поради тази причина от Данте за втори Христос (вж. „Рай“, песен XI), инициатор на решителна повратна точка в християнската история. Въпреки това, докато йоакимизмът идентифицира във Францисканския орден архитекта на процеса на изкупление, Данте се отделя от него, изключвайки, че обновяването може да произлезе от вътрешността на Църквата. Вместо това той основава пророческото си послание на хрътката („Ад“, песен I, стих. 101), който е светски реформатор, пожелан от Бога (идентифициран с императора), единствената сила, способна да осъществи плана на провидението, разкрит на Данте в отвъдния живот. В различни случаи някои герои, срещани от Данте по време на пътуването му отвъд света, благодарение на способността им да предсказват бъдещето, възвестяват изгнанието на поета. След Чако („Ад“, песен VI, стих. 58-75), първият, който произнася „гробни думи“ срещу Данте, е Фарината Уберти („Ад“, песен X, стих. 79 и сл.), последван от Брунето Латини („Ад“, песен XV, стих. 61-72), Вани Фучи („Ад“, песен XXIV, стих. 140-151), Корадо Маласпина („Чистилище“, песен VIII, стих. 133-139), Одеризи да Губио („Чистилище“, песен XI, стих. 139-141), Бонаджунта Орбичани („Чистилище“, песен XXIV, стих. 43-48), Форезе Донати („Чистилище“, песен XXIV, стих. 88-90) и Качагуида Елизеи („Рай“, песен XVII).
Използването на пророчеството позволява на героя Данте също така да предвиди драматичната еволюция, която писателят Данте вижда да се развива пред очите му. Следователно в „Божествена комедия“ се разпространяват много пророчества след събитията, засягащи факти от биографията на автора (изгнание) или колективни такива (например прехвърлянето на папския престол в Авиньон от папа Климент V под натиска на суверените на Франция). Посланието на Данте обаче засяга и един мистериозен план на пророчество, олицетворен от тайнствената хрътка, която ще се намеси, за да накаже отговорните за моралната корупция, като напр. папската курия и кралят на Франция. Различните коментари за Откровението, които процъфтяват през Средновековието, силно повлияват на пророческото отношение на Данте в неговата поема. Първата линия на развитие на тези коментари е много внимателна към буквалното тълкуване на текста и цели тълкуването в морален смисъл (Св. Йероним, Беда Преподобни, Рикардо от Сан Виторе, Алберт Велики). Втората линия се основава на алегоричното тълкуване и има тенденция да вижда представена в апокалиптичния текст историческата последователност на събитията на Църквата. Тази линия на тълкуване има своите основни представители в Йоаким от Фиоре и Пиетро ди Джовани Оливи, чиито коментари вероятно повлияват значително на Данте. Данте се позовава на Свети Йоан и на „Откровение на Йоан“ в „Ад“ (песен XIX, стих. 106-111) и в „Рай“ (песен XXXII, стих. 127-128). В мистичното шествие на Земния рай („Чистилище“, песен XXIX) различни елементи са взети от текста на св. Йоан (7-те свещника, 24-те старши, 4-те животни, драконът и др.) и книгата „Откровение на Йоан“ е символично представена като самотен старец, който върви напред, спейки, с проницателно лице („Чистилище“, песен XXIX, стих. 143-144).

### Нумерология
Друга тема, която често се среща в поемата, е стойностният символ на числото. Според Библията Бог е организирал Космоса според хармонични критерии: „ти си подредил всичко с мярка, изчисление и тегло“ („Премъдрост Соломонова“, 11:21). Отците на Църквата са отделяли голямо внимание на нумерологията, както се потвърждава от произведенията „Книга на числата“ на Исидор Севилски и книга XV (De Numero) от енциклопедията на Рабан Мавър. 
Данте вече е изпитал символиката на 9, кратно на три символа на Троицата, в „Нов живот“, където го прилага към Беатриче: двамата се срещат за първи път на 9-годишна възраст, Беатриче ще отправи първия си поздрав в деветия час и др.
В „Божествена комедия“ песните са 100 – перфектно число, тъй като представлява 10 (умножено по себе си), което означава пълнота. Има десет зони на Ада (девет плюс Предверие); десет области на Чистилището (Предчистилище, състоящо се от плажа плюс първите две тераси, след това седемте тераси и накрая Земният рай); има десет области на Рая (седем планетарни небеса, Небе от неподвижни звезди, Първо движещо се небе и Емпиреум).
Тринитарното символично число 3 се намира в броя на частите („Ад“, „Чистилище“ и „Рай“), в стиховете в терцети, в тримата водачи (Вергилий, Беатриче и Свети Бернар), както и в трите лица на Луцифер, в трите звяра на първия песен на „Ад“, в трите стъпала на вратата на Чистилището. В Ада има три групи грешници (невъздържани, насилствени, измамници). В Чистилището душите са разделени между тези, които са насочили любовта си към грешен обект, тези, които не са били много загрижени за доброто, и тези, които са обичали светските блага твърде много. В Рая блажените са разделени между духове, които са били посветени на преследването на земната слава, активни духове и съзерцателни духове.
Що се отнася до 9, кръговете на Ада са девет, терасите на Чистилището са 7, към които трябва да се добавят Предчистилището и Земният рай; 9  са Небесните сфери (десетата — Емпиреумът, не е физическо място).

### Музика
Музиката е друг повтарящ се мотив в поемата и често присъства в творбата. През Средновековието музикалните теории са повлияни от трактата De Musica на Боеций, който се основава на доктрината на Питагор и на принципа на пропорцията, основан на числото.
Ужасяващата и болезнена атмосфера на Ада се характеризира с дисхармония (III, 22-28; V, 46; XX, 8-9; XXXII, 36).
В Чистилището песента на душите има пречистващ ефект, създавайки успокояващи ефекти, а музикалните препратки имат етична стойност. Това може да се види в различни песни: песента, изпята от музиканта Казела (II, 107-108), както и в II, 47; V, 24; VIII, 13-18; X, 58-60; XII, 110-111 и XXIII, 11-12.
В Земния рай музиката е често срещана със своите мелодии (шумоленето на листата XXVIII, 13-18; явяването на Мателда XXVIII 40-42; XXVIII 85; мелодията XXIX, 22-23; XXXI, 97-99; XXXII, 61-63).
Раят е частта, в която музиката, преплитайки се със светлинните образи, съставлява същността на самата песен. Има многобройни примери за небесна полифонична музика: XXVII, 1-6, VI, 124-126; VIII, 16-20; X, 139-148; XIV, 28-32 и 118-123; XVII, 43-44; XXVIII, 118-120; XXIII, 97-102 и 109-111; XXVIII, 118-120; XXXII, 95-98 и XXXIII, 68-75.

### Светлина и тъмнина
Представянето на светлината е често срещано в поемата, а тъмнината ѝ е противопоставена. Всички божества на древността се идентифицират със светлината и доброто: семитският Бел, египетският Ра, иранският Ахура Мазда, Благото на Платон. Чрез неоплатонизма светлината навлиза в християнската традиция преди всичко благодарение на Свети Августин и на Дионисий Ареопагит, в които образите на Бог като светлина, огън, светещ фонтан са чести. В схоластичната философия теологията на светлината е развита от Роберто Гросатеста и св. Бонавентура от Баньореджо през 13 век.
Адът е царството на мрака. Данте се губи в тъмен лес (I, 2) и се опитва да се изкачи на огрян от слънцето хълм (I, 13-18, 37-43). Първата песен е царството, което извира от лишаването на Бога и следователно е без светлина. Адът е сляп свят (IV, 13; XXVII, 25), сляп/затвор (X, 58-59; XXII, 103), тъмна долина (XII, 86), място на всяка тиха светлина (V, 28). Адските кръгове са тъмни (XXV, 13), въздухът е мъртъв (I, 17), черен (V, 51), без време оцветен (III, 29); водата на Ахерон е кафява (III, 118), а тази на Стикс е много тъмна отколкото изгубена (VII, 103); растителността на гората на самоубийците е тъмна на цвят (XIII, 4). 
През тъмната natural burella („Ад“, XXXIV, 98) Данте и Вергилий пристигат в Чистилището, където светлината си възвръща пространството. Слънцето е символът на Бога, високото Слънце („Чистилище“, VII, 26), високата светлина (XIII, 85, пак там). Данте пристига в Предчистилището рано сутринта (I, 13-30; 107, 115), изкачването на планината става при изгрев (II, 1) и пристигането в Земния рай в момента на сиянието на светлина (XXVII, 112, 133). Слънцето позволява на двамата поети да видят достъпа до планината (I, 107-108). Слънчевата светлина присъства в различни пасажи (XIII, 16-18; XVII, 70-75). Очевидно Небето е царството на светлината, което е самата същност на небесното царство. Данте, воден от Беатриче – алегория на благодатта и теологията, се издига през небето от светлина към светлината (XVII, 115) през ефирната материя на небесата: Луна (II, 34-36), Меркурий (V, 94-96), Венера (VIII, 13-15), Слънце (X, 41), Марс (XIV, 85-86), Юпитер (XVIII; 68-69), Сатурн (XXI, 13). Небесата са направени от ефирна материя и следователно отразяват навън светлината, която получават от слънцето (III, 109-111; VIII, 19; X, 40-42). Ангелите са представени като огньове (IX, 77), огънчета (XXIII, 94), искри (XXVIII, 91), блясъци (XXIX, 138). Благословените имат ефирно тяло и са светлини, светлини, искри (VIII, 8; XVIII, 101), падащи звезди (XV, 16), рубини (XIX, 4-6), радости (IX, 37), лапили (XX, 16), огньове (XX, 34; XXII, 119), пламъци (XXI, 136), маслени лампи (VIII, 19; XXIII, 28), лампи (XVII, 5). Бог е вечна светлина (V, 7-8), жива светлина (XIII, 55-57). Бог се определя като „светлина“ (XXXIII, 43, 110), Слънце на блажените (IX, 8; XV, 76; XVIII, 105; XXX, 126) и в Емпиреума той се явява на Данте като „звезда“, светеща точка, много остра (XXVIII, 16-18; XXX, 11), „чиста искра", която осветява ангелските хорове (XXVIII, 37-39). В Емпиреума Данте може да го съзерцава като „триединна светлина ... в една звезда" (XXXI, 28). Розата на блажените е направена от блестящи светлини и пламъци (XXXI, 1-24) и в края на поемата самата субстанция на божествената светлина се свързва с дъгата (XXXIII, 116-120).

### Инвектива
В поемата на Данте е честа инвективата (нападателната реч срещу някого). Най-известните са: Чако срещу Флоренция („Ад“, песен VI), срещу симонийските папи („Ад“, песен XII), срещу Пистоя („Ад“, песен XXV), срещу Флоренция („Ад“, Песен XXVI), срещу Пиза и Генуа в песента на граф Уголино („Ад“, песен XXXIII), Сордело срещу Италия и инвективата срещу германския император Албрехт I Хабсбургски („Чистилище“, песен VI), Марко Ломбардо срещу човешката поквара, папството и империята („Чистилище“, песен XVI), срещу алчността („Чистилище“, Песен XX), Юстиниан срещу гвелфите и гибелините („Рай“, песен VI), Св. Тома Аквински срещу корупцията сред доминиканците („Рай“, песен XI), Свети Петър срещу покварата в Църквата („Рай“, песен XXVII).

### Наука и технологии в „Божествена комедия“
В поемата на Данте има няколко препратки към науката и технологиите. Темите, които се разглеждат в областта на физиката, са: гравитацията („Ад“, песен XXXII, стих. 73-74 и „Ад“, песен XXXIV, стих. 110-111); прецесията на равноденствията („Ад“, песен XXXI,  стих. 78-84); телуричните светлини (на англ. earthquake lights) („Ад“, песен III, стих. 130-135 и „Чистилище“, песен XXI, стих. 57); големите свлачища („Ад“, песен XXV, стих. 1-10); образуването на циклони („Ад“, песен IX, стих. 67-72); Южният кръст („Чистилище“, песен I, стих. 22-27); дъгата („Чистилище“, Песен XXV, стих. 91-93); цикълът на водата („Чистилище“, песен V, стих. 109-111 и „Чистилище“, песен XXVIII, стих. 121-123); относителността на движението („Ад“, песен XXXI, стих. 136-141 и „Рай“, песен XXIX, стих. 25-27); разпространението на светлината („Чистилище“, песен II, стих. 99-107), двете скорости на въртене („Чистилище“, песен VIII, стих. 85-87), оловните огледала („Ад“, песен XXIII, стих. 25-27) и отражението на светлината („Чистилище“, Песен XV, стих. 16-24). Има препратки към военни устройства („Ад“, песен VIII, стих. 85-87), ударно-кремъчното разпалване на огъня („Ад“, песен XIV, стих. 34-42) и мимикрията („Рай“, песен III, стих. 12-17). 
В технологичния сектор има препратки към корабостроенето („Ад“, песен XXI, стих. 7-19), към дигите на холандците („Ад“, песен XV, стих. 4-9). Има и препратки към мелниците („Ад“, песен XXIII, стих. 46-49), очилата („Ад“, песен XXXIII, стих. 99-101), часовниците („Рай“, песен X, стих. 139-146 и „Рай“, песен XXIV, стих. 13-15) и магнитния компас („Рай“, песен XII, стих. 29-31).

### Тримата водачи
Отвъдното пътуване на Данте изисква подкрепата на водач, тъй като главният герой представлява човекът, изгубен в резултат на грях и следователно неспособен да намери правия път сам. За цялото пътуване, което се провежда през бездната на Ада и нагоре по планината на Чистилището, избраният водач е Вергилий, древноримски поет, автор на „Енеида“. Въпреки че е езичник, поради високата морална стойност на неговата поезия той представлява естествената мъдрост, причината, поради която човек се нуждае от светлина, за да изкупи себе си и да стане достъпен, за да разбере Откровението.
Фигурата на Вергилий обаче не остава затворена в схематична алегорична функция; тя, по силата на поетичния капацитет на Данте, поема ролята на личност от голямо значение: ту Вергилий е оживен от бащинска загриженост и успява да успокои Данте със своята успокоителна защита, ужасен от ужасите на Ада, ту, особено в Чистилището, остава подвластен на несигурност, страх и преживява личната си драма, тъй като за разлика от Данте е изключен от спасението. Неговата задача завършва в Земния рай, тъй като Вергилий, чужд на света на вярата, не може да насочи Данте към разбирането на божествената мистерия, която ще му бъде разкрита в Небесния рай. За това е нужна намесата на Grazia, на богословската наука, която е представена от новия водач Беатриче, която отвежда Данте от върха на Чистилището до прага на Емпиреума.
При Беатриче алегоричното значение е обогатено с компоненти, които правят нейната фигура силно поетичен герой. Беатриче е все пак е жената-ангел, озарила младостта на поета: сега, станала благословена, тя сияе със светлина, която се изразява в нейния поглед и усмивка, правейки я красива по неизразим начин. Беатриче обяснява на поета тежки богословски проблеми на заучен език, но тя го кара да се издигне в небесата със силата на усмивката си, тоест със силата на една любов, която е отражение на божествената.
След като завежда Данте в амфитеатъра, зает от блажените (Розата на блажените), Беатриче се връща на мястото си, откъдето се явява на поета, заобиколена от светещ ореол. Ролята на водач се поема в последния момент от пътуването от Свети Бернар. Поради земния му живот, посветен на съзерцание, той изглежда изключително подходящ за подкрепа на Данте, когато с помощта на молитвите на всички блажени и по-специално на Дева Мария Данте влиза в пряко общение с живото присъствие на Бога.

## Модели и източници

### Език
Един от най-трудните проблеми на италианската филология е изучаването на езика на основните автори на италианската литературна традиция. Този проблем е тясно свързан с изследването на ръкописната традиция на произведенията. В случая с Данте въпросът е много по-сложен и деликатен, тъй като произходът на италианския език традиционно се идентифицира в поемата му. Определението „баща на италианския език“, често използвано за Данте, не е просто теория на съвременната критика: поколения читатели, започвайки от първите коментатори до съвременните екзегети, не може да не се сблъскат със свещената поема, дори когато поставят други езикови и литературни модели пред нея. Например теорията на Пиетро Бембо в „Прози на простонародния език“ (Prose della volgar lingua), като фундаментално нормативна, има тенденция да канонизира езиков модел, по-близък до този на Петрарка отколкото до Данте. Въпреки това в този текст поемата на Данте е най-важният текст, към който трябва да се обърнем, също и преди всичко в критична перспектива, поради неговото езиково и лексикално богатство.
Неотменимото значение на „Божествена комедия“ обаче се демонстрира от тежестта, приписана на поемата при съставянето на първия речник на Академия дела Круска. Академията представлява една от най-престижните лингвистични институции в Италия и в света. Тъй като броят на цитиранията на поемата на Данте далеч надвишава този на всяко друго произведение и тъй като е очевидно, че влиянието на речника върху историческото развитие на италианския език със сигурност е по-голямо от това на което и да е отделно произведение, е видна централна роля на поемата по отношение на италианското езиково и литературно съзнание. От друга страна историята на ръкописната традиция показва колко много процесът на преписване на поемата е допринесъл от самото начало за формирането на простонародната италианска литература. Въпреки това точната форма на езика на Данте все още е обект на изследване и дебат, какъвто е и случаят с основните произведения на античната литература. Обикновено се счита за ефективно решение да се разчита на езика на най-стария свидетел на произведението, като в случая  това е ръкописът на Тривулций от 1080 г.
В Комедията отбелязваме многоезичие и многостилност, в които се сливат най-разнообразни езикови и литературни ресурси, като същевременно придават литературно достойнство на термините, характерни за народния говор. Следователно става въпрос за кръстопът на различни езици с изключителна изобретателност в избора. Данте улавя откровени диалектизми (пизанското andonno, северно-италианскоро brolo и burlare, южно-италианското sorpriso и т.н.) и много термини от Флоренция. 
Впоследствие нови думи и характерни фрази, използвани от Данте в поемата, стават част от италианския език: 
- Lasciate ogni speranza voi ch’entrate: „О вий, кои престъпяте тоз праг, надежда всяка тука оставете“ („Ад“, песен III), днес често се използва в шеговит тон в случай на трудни ситуации или трудна среда.[46]
- fiero pasto („Ад“, песен XXXIII): животинска храна
- vendetta allegra („Ад“, песен XIV): сладко отмъщение
- morta gora („Ад“ песен VIII): букв. „застояло блато на мъртвите“, но днес значи „безизходица“[47]
- mondan romore („Чистилище“, песен XI): земна слава
- volgare schiera („Ад“, песен II): вулгарна тълпа[48]
- il velen de l'argomento („Чистилище“, песен XXXI): букв. „отровата на аргумента“, т.е. клопката или горчивият намек, скрити в един израз[49]
- far tremare le vene e i polsi („Ад“, песен I): букв „да накараш да се разтреперят вените и китките“, т.е. нещо ужасяващо
- stare freschi („Ад“, песен XXXII): букв. „да бъдеш на хладина“, но днес означава „ще завърши зле“[46]
- Galetto fu („Ad“, песен V): букв. „Галеот бе“, отнасяйки се до спътника на крал Артур – Галеот, но днес значи „първопричината бе“[46]
- Senza infamia e senza lode („Ад“, песен III): букв. „без позор и без хвалба“, т.е. да не заемеш жизнена позиция, но днес значи нещо, което не си заслужава да споменеш[46]
- Non ragioniam di loro, ma guarda e passa („Ад“, песен III): букв. „да не разсъждаваме за тях, но погледни и отмини“, т.е. не си заслужава да си губиш времето за дадени хора или ситуации[46]
- Non mi tange („Ад“, песен II): букв. „Не ме докосва“, т.е. не ме интересува, не ме тревожи
- Capo ha cosa fatta („Ад“, песен XXVIII):  днес значи, че едно действие, когато е извършено, винаги има цел, докато забавянето не води до никъде.[46]
- Fatti non foste a viver come bruti („Ад“, песен XXVI); букв. „Не сте създадени, за да живеете като скотове“, т.е. „не отхвърляйте познанието“; днес се използва като увещание да живеем като хора, а не като животни, да си придадем отношение, достойно за състоянието, в което се намираме.
- Il bel Paese („Ад“, песен XXXIII); букв. „Красивата страна“, т.е. Италия
- Io era tra color che son sospesi („Ад“, песен II): ако в творбата визира духовете от Лимбо, на които не са наложени наказания, но те дори не могат да се насладят на божествено щастие, днес значи, че се намираш в ситуация на несигурност.

Съществуват и паралелни отвъдалпийски термини: frale / fragile (крехък); gioire / godere (наслаждавам се), sire / signore (господар), augello / uccello (птица), veglio / vecchio (стар), disio o disire / desiderio (желание) и др., както и колебания между латински и простонародни форми: radiare / raggiare (блестя), vigilare / vegliare / vegghiare (бдя) и т.н. 
Поетът често извиква първоначалната семантична стойност на думата: claustro / chiostro (манастирски двор), nervo / nerbo (бич), labore / lavoro (работа), Mantua / Mantova (Мантуа) и др. ). 
Данте също създава много неологизми като trasumanare (да надскочиш ограниченията на човешката природа), indovarsi (да се намериш на дадено място), bolgia (ров на дантевия Ад, но днес значи място, където трудно се живее с определен ред и спокойствие или е претъпкано и задушно) и др.

### Стил
Данте не може да бъде отделен от провансалската поетична традиция, както и Долче стил нуово, чийто виден представител е Данте, не може да бъде отделен от провансалската поезия. Стилът и езикът на Данте произлизат от характерните начини на средновековната латинска литература: синтактично съпоставяне (кратки последователни елементи), цезури, паузи, стил, който не познава плавността и опосредствания и обвързан начин на модерните хора. Данте обича концентрирания израз, визуалния релеф и избягва логическите връзки, а неговият език е съществен.
За разлика от Петрарка, който използва прост и чист език, характеризиращ се с много ограничен брой думи, според едноезичен критерий, Данте в „Божествена комедия“ приема голяма широта на лексика и стилистични регистри, от най-ниските и „комични“ в средновековния смисъл на термина до най-високите и възвишениите. Следователно говорим за многоезичие на Данте.

### Ислямска философия
През 1919 г. професор Мигел Асин Паласиос, испански католически учен и свещеник, публикува La Escatología Muslim en la Divina Comedia – документален текст за паралелите между съдържанието на древната ислямска философия и текста на Данте. Според Паласиос Данте е вдъхновен от духовните трактати на известния мистик Ибн Араби и от съдържанието на Isrāʾ и Miʿrāj, разказващи за нощното възнесение на Мохамед на небето (miʿrāj). Kitab al-Miraj (Книгата на Възнесението), преведена на латински от арабски през 1264 г. със заглавието Liber Scalae Machometi („ Книга за изкачването на Мохамед “, на арабски إسراء ومعراج‎) съдържа значителни прилики с работата на Данте.
Според философа Фредерик Копълстън уважението на Данте към Авероес (Averrois, che'l gran comento feo, „Ад“, песен IV, стих. 144), Авицена и Сигер Брабантски е резултат от „значителния дълг“ на поета към ислямската философия.
Според филолога Мария Корти, Брунето Латини, наставникът на Данте, може да се е срещнал с Бонавентура да Сиена, латинския преводач на Kitab al Miraj, по време на престоя си в двора на Алфонсо X. Според Корти Латини би могло да е предоставил на Данте копие на Kitab al Miraj.

### Актуалност на „Божествена комедия“
Поемата на Данте е много високо свидетелство за средновековната цивилизация, синтез от културни, космологични, историко-философски и теологични модели на тази цивилизация. Произведението обаче има и своята вечна валидност и фундаментална историческа и гражданска функция. Италианският историк Джулиано Прокачи пише:
| „ | Чрез Данте за първи път бе подчертана и илюстрирана особената педагогическа и гражданска функция, изпълнявана от интелектуалците при формирането на италиански koiné (италианският или прочутият простонароден език) и четейки „Божествена комедия“, културната италиански публиката за първи път имаше отчетливото усещане за принадлежност към цивилизация, която, въпреки своето разнообразие и полицентризъм, притежаваше общи основи. | “ |

Освен това Данте замисля творбата си като морална мисия, която предава ценности като ред, справедливост, мир, свобода, рационалност и морално достойнство. Това е система от ценности, която се противопоставя на логиката на много политически и религиозни сили, както и на логиката за печалба на меркантилната буржоазия. Поемата на Данте съдържа и анализ на вечните проблеми за човека като Доброто и Злото, живота и смъртта, Отвъдното.

## Издания на български език
Божествена комедия
Първият цялостен превод на „Божествена комедия“ на български език излиза през 1975 г. в Библиотека „Световна класика“ на изд. Народна култура в превод на Иван Иванов и Любен Любенов.
- Божествена комедия разказана в проза от Б. Ганьо, изд. „Жеко Маринов“ (София), 1928, прев. Николай Лилиев
- Божествена комедия: Ад, Чистилище, Рай. Изд. „Шипка“ (София), 1936, 1937 (спец. народно изд.), съст. Христина Стоянова
- Данте Алигиери. Божествена комедия. Изд. „Народна култура“ (София), 1975; изд. „Захарий Стоянов“ (София), 2011, ISBN 9789540906188

Ад
Най-ранният превод на български на част първа част на „Божествена комедия“ - „Ад“ датира от 1906 г. и е дело на Константин Величков. Този първи превод със статут на литературен паметник се издава и преиздава в продължение на повече от 100 години. След него са правени и други опити, като тези на Кирил Христов, Любен Любенов и Иван Иванов, и др. През 2022 г. излиза в превод на поета Кирил Кадийски.
В превод на Константин Величков:
- Адъ, сп. Художник, 1906.
- Адъ. Печатница на П. М. Бѫзайтовъ (София), 1906.
- Адъ. Книгоизд. „Стоянъ Атанасовъ“ (София)
- Адъ, в Пълно събрание на съчиненията на Константин Величковъ: Т. 1(под ред. на Ив. Вазовъ), изд. Ст. Атанасовъ (София), 1911
- Адъ. Изд. „Г. Игнатовъ“ (София), 1927, 1928.
- Адъ. Книгоизд. „Илия Гологановъ“, 1938.
- Адъ. Изд. „Любенъ Велчевъ“ (София), 1938
- Адъ. Изд. „Георги Жечевъ“ (София), 1938, 1940 (2-ро изд.)
- Адъ. Изд. „Д. Гологановъ“ (София), 1940.
- Адъ. Печатница „Рангел Младеновъ“ (София), 1940
- Ад. Изд. „Народна култура“, 1957 (2-ро изд.), 1964 (3-то изд.), 1965 (4-то изд.), 1966 (5-о изд.), 1967 (6-о изд.), 1968 (7-о изд.), 1969 (8-о изд.), 1972 (9-о изд.);
- Ад: Поема. Изд. „Отечество“, 1978 (10-о изд.), 1979 (11-о изд.);
- Ад: поема. Изд. „Слово“ (Велико Търново), 1994, ISBN 954-439-308-0
- Ад. Изд. „Христо Ботев“, 1996 (12-то изд.), ISBN 954-445-175-7
- Ад. Изд. „Захарий Стоянов“ (София), 2007 (22-ро изд.), ISBN 954-739-672-2
- Ад: Поема. Изд. „Кръг“ (София), 2021 (23-то изд.), ISBN 978-619-7625-22-6 , 2022 (24-то изд.), ISBN 978-619-7625-46-2

В превод на Любен Любенов и Иван Иванов:
- Ад: Поема. Изд. „Отечество“ (София), 1985
- Ад. Изд. Пегас Слово (Велико Търново), 1994 (2-ро изд.), ISBN 954-439-308-0
- Ад. Изд. „Авангард Прима“ (София), 2005 (3-то подобр. изд.), ISBN 954-323-120-6
- Ад. Изд. „Захарий Стоянов“ (София), 2007, ISBN 954-739-672-2 ; 2011, ISBN 978-954-09-0618-8; 2013, ISBN 978-954-09-0784-0

В превод на Кирил Христов:
- Преизподня. Държавна печатница (София), 1935; изд. „Ив. Коюмджиевъ“ (София),1940 (2-ро изд,); Изд. „Захарий Стоянов“, 2008. ISBN 9789547398825

В превод на Крум Пенев:
- Ад: Поема. Изд. „Народна култура“ (София), 1974

В превод на Кирил Кадийски:
- Ад. Изд. „Колибри“ (София), 2022, ISBN 9786190210580

В превод на Милчо Ралчев:
- Милко Ралчев. Данте Алигиери. Критически етюди с приложение на дванадесет преведени песни от „Ад“. Изд. „Димитър Янев“ (София), 1947.

В превод на Б. Кейвански (Николай Хаджитончев):
- Адът. 1922 [2-ро доп. изд.], Библ. Ралица, n. 12;  1937

В превод на Николай Вранчев:
- Адът. Печатница „Стопанско развитие“ (София), 1946 (5-о изд.)

Други
- Ад преразказана за юноши. Изд. „Четиво“ (София), 1940, Ад: Преразказ за юноши, 1945, 1946 (4-то изд.)
- Джеймс Л. Робъртс, Ники Мустаки. Данте. Ад. Изд. „Труд“, 2007 – преразказ
- Ад. изд. „Пан“, 2000, ISBN 954-657-335-3 ; 2003, ISBN 9546573353 – адаптирано
- Гюстав Доре. Божествена комедия: Чистилище и Рай. [Състав. и предг. Мария Арабаджиева, Явор Иванов], прев. Яна Арабаджиева, София, 2010, ISBN 978-954-584-388-4
- Ад : В 6. части [CD-ROM], Лит. колекция „Ренесанс“, Студио „Електроник фемили“ (Пловдив), 2000.

## Обяснителни бележки
1. ↑  Данте се появява в тройната роля на герой, разказвач и автор. Той прави етични, исторически, политически и религиозни разсъждения върху виденията, които описва, и фактите, които разказва. Оттук и дидактическата и морална стойност на Комедията.
2. ↑  Според францисканския теолог Бонавентура да Баньореджо в неговата най-известна творба „Пътят на ума към Бога“ (1259 г.) духовното „пътуване“ към Бога е плод на божествено просветление, което идва от „върховния разум“ на самия Бог. Следователно, за да стигне до Бога, човек трябва да премине през три степени, които обаче трябва да бъдат предшествани от интензивна и смирена молитва.
3. ↑  Във филологията или текстовата критика критичното издание на текст означава публикуване на самия текст, целящо да възстанови първоначалната му форма, отговаряйки възможно най-много на волята на автора, въз основа на сравнителното изследване (съпоставяне) на всеки пасаж от различните свидетели, съществуващи преки и непреки, били те ръкописи или печатни текстове. Следователно изданието се представя с критичен апарат, който отчита различните варианти на текста. Може също така да представи stemma codicum, показващ познаването на различните текстове, свързани с проследяването на архетипа. Източник: Edizione critica, посетено на 1 ноември 2022 г.
4. ↑  Днес все още има дебат за това кое животно Данте определя като лонца: някои вярват, че това е леопард, а други – рис. В средновековните бестиарии (вж. по-долу) под loncia се има предвид жестоко и гордо животно, кръстоска между леопард (лонца) и лъвица. В своите Екпозиции Бокачо описва характеристиките на животното: „изглежда, че трябва да разберем за тази, тоест за лонцата, порокът на похотта...“. Тя все още се споменава в документ от 1285 г., където се казва, че лонца е била изложена близо до кметството на Флоренция, което вероятно е видял и 20-годишният Данте. От края на 12 век до първата половина на 14 век в Англия и Франция се разпространява особен тип литературна творба, в някои случаи богато илюстрирана, в която животните са каталогизирани и описани в техните специфични особености: това са бестиарии.
5. ↑  Тук е използван преводът на Константин Величков от 1906 г. Вж. „Божествена комедия“ на сайта  „Моята библиотека“ . В някои случаи на цитиране на текста е направен буквален превод.
6. ↑  Следващите дати се отнасят за 12-часовата часова зона, преброена назад; ако се брои напред, трябва да се премине към следващия ден.
7. ↑  Фигурата, особено в средновековната християнска екзегеза, показва исторически, конкретен факт, който предсказва друг, също толкова конкретен: с други думи, първото събитие може да се тълкува като предобраз на второто, а второто като изпълнение на първото.